# Bluff (Utah)
Bluff è una località degli Stati Uniti d'America situata nella contea di San Juan, nello Stato dello Utah.

## Geografia fisica
Le coordinate geografiche di Bluff sono 37°17′01″N 109°33′10″W.
Bluff occupa un'area totale di 58,7 km², rispettivamente 57,2 di terra e 1,4 di acqua (a poche centinaia di metri dal centro abitato scorre il fiume San Juan).

## Società

### Evoluzione demografica
Al censimento del 2000, risultarono 320 abitanti, di cui 135 nuclei familiari e 75 famiglie residenti. Ci sono 191 alloggi con una densità abitativa di 3,3/km². La composizione etnica della città è 62,50% bianchi, 35,00% nativi americani, 0,94% di altre etnie, 1,56% di due o più etnie, e 4,06% ispanici e latino-americani.